# Emilian Madey
Emilian Madey (ur. 19 sierpnia 1975 w Warszawie) – kompozytor, pianista, dyrygent i pedagog, wykładowca Uniwersytetu Muzycznego Fryderyka Chopina w Warszawie.

## Edukacja
- 1999 – dyplom z wyróżnieniem z kompozycji w klasie Mariana Borkowskiego na Akademii Muzycznej im. Fryderyka Chopina w Warszawie
- 1999 – absolutorium z gry na fortepianie u Teresy Manasterskiej na Akademii Muzycznej im. Fryderyka Chopina w Warszawie
- 1999 – dyplom z wyróżnieniem z gry na fortepianie u Marka Drewnowskiego na Akademii Muzycznej im. Bacewiczów w Łodzi
- 2004 – dyplom z wyróżnieniem z dyrygentury u swojego ojca Bogusława Madeya na Akademii Muzycznej im. Fryderyka Chopina w Warszawie

Doskonalił się na kursach u wirtuozów takich jak: Wilhelm Riekert, Niel Immelman, Naum Sztarkman, Roberto Pagano, Wiktor Mierzanow i Aldona Dvarionaite.
W roku 1989 został laureatem II nagrody na Międzynarodowym Konkursie Młodych Pianistów i Skrzypków im. Balysa Dvarionasa w Wilnie. W 1990 r. uzyskał Złoty Medal na Międzynarodowym Konkursie Pianistycznym im. Claude Kahn'a w Paryżu. Jest laureatem dwóch Festiwali im. Józefa Hofmanna w Nałęczowie w latach 1994 i 1996.
Prowadził kursy mistrzowskie w Konserwatorium Ciurlionisa w Wilnie i w Suwŏn University, College of Music w Korei Południowej.
Nagrane przez niego płyty zaowocowały pięciokrotną nominacją do Nagrody Muzycznej Fryderyk w sekcji muzyka poważna.

## Ważniejsze kompozycje
- Melodia na fortepian (1983)
- Kanon na fortepian (1984)
- Dwa interludia na fortepian (1988)
- Chorał i Fuga na smyczki (1993)
- Nokturn na fortepian (1993)
- The Dream na gitarę amplifikowaną (1993)
- Dwa obrazy na gitarę amplifikowaną, chór i orkiestrę kameralną (1993-94)
- Preludium i Fuga na fortepian (1994)
- Corruptio optimi pessima na obój solo (1994)
- In Time of the Breaking of Nations [wersja I] na głos średni i zespół instrumentalny (1994)
- Agnus Dei na chór a cappella (1994)
- Piosenki do poezji Thomasa Hardy’ego na głos średni i fortepian (1994-95)
- In Time of the Breaking of Nations [wersja II] na głos i fortepian (1994)
- Fuga podwójna na wielką orkiestrę symfoniczną (1995–1996)
- Frottola na tam-tam (1995)
- Elegia na flet, wiolonczelę i fortepian (1995)
- Allegro per 2 batterie ed alcuni strumenti (1995)
- Four Essays dla trzech perkusistów (1995)
- Fides Quarens Intellectum na fortepian (1995)
- Piosenki do poezji Roberta Herricka na głos średni i fortepian (1995)
- Concert Study na fortepian (1996)
- Introduzione e Toccata na dwie wiolonczele (1996)
- Rondo per voci ed alcuni strumenti (1996)
- Il Pezzo na klarnet (1996)
- Fuga w dawnym stylu na fortepian (1996)
- Preludium Aleksander Skriabin in memoriam na fortepian (1996)
- Etiuda koncertowa Sergiej Rachmaninow in memoriam na fortepian (1996)
- Trzy pieśni romantyczne na fortepian (1996)
- Ruszaj z nami na wagary na głos średni i fortepian (1996)
- Astronomica na 2 orkiestry smyczkowe i perkusję (1997)
- Chorał na zespół instrumentów dętych blaszanych (1997)
- Sinfonietta per alcuni strumenti (1997)
- Agony for tape (1997)
- Ciacconetta na skrzypce (1997)
- Gdy słoneczko rankiem wschodzi na głos i fortepian (1997)
- Sapienti Sat na 2 flety i 4 tempelbloki (1998)
- Quasi una Fantasia na wiolonczelę i fortepian (1998)
- Variations for Twelve na zespół instrumentalny (1998)
- Concerto – Variazioni in tre movimenti na fortepian i orkiestrę (1999)
- Trzy preludia na fortepian (2000–2001)
- Corale na orkiestrę dętą (2002)
- Suita na wiolonczelę solo (2002)

## Dyskografia
- Bogusław Madey – Metamorfozy – Wariacje na temat Paganiniego (Polskie Radio)
- Franciszek Lessel – II Koncert fortepianowy (Acte Préalable, płyta nominowana do Fryderyka 2000[1])
- Emilian Madey – Corruptio Optimi Pessima na obój, wykonawca: Filip Woniakowski – The New Polish Music Panorama IV Master and his pupils – 1[6] (Acte Préalable)
- Ludwig van Beethoven – III Koncert fortepianowy (Prior Musica)
- Portret/Portrait –  dwupłytowy album solowy z dziełami różnych kompozytorów oraz utworami własnymi (Polskie Radio/Sony Music, płyta nominowana do Fryderyka 2004[2])
- Emilian Madey – Toccata na dwie wiolonczele, wykonawcy: Aleksandra Ohar, Mariusz Wysocki – Laboratory of Contemporary Music – 2004[7] (Acte Préalable, płyta nominowana do Fryderyka 2005[3])
- Władysław Szpilman –  Concertino (Polskie Radio)
- Jan Sebastian Bach – Pedagogiczna literatura fortepianowa: z Notatnika Anny Magdaleny Bach, z Notatnika Wilhelma Friedemanna Bacha, Male Preludia (EPTA/Fundacja Bednarska)
- Piotr Moss – Portraits – Koncert na fortepian i orkiestrę (DUX[8], płyta nominowana do Fryderyka 2011 i 2012[4][5])
- Ignacy Feliks Dobrzyński – Dobrzyński (Overture to ‘Monbar’ • Piano Concerto • Symphony no.2 ‘Characteristic’) (Chandos, 2013)